# Rachida Brahim
Pour les articles homonymes, voir Brahim (homonymie).
Rachida Brahim, née en 1982 en France, est une sociologue et historienne française spécialiste du racisme.

## Biographie
Elle suit un Master « Histoire, option patrimoine méditerranéen » à Aix-en-Provence ainsi qu’un Master recherche « identités et territoires en Méditerranée » à Montpellier, puis devient doctorante à l'Université d'Aix-Marseille,. Elle reçoit le deuxième prix de la compétition Ma thèse en 180 secondes en 2015, avec une contribution qui détonne par son aspect sérieux, au sujet de sa thèse intitulée « Crimes racistes et racialisation. Processus de différenciation et d’universalisation des groupes ethniquement minorisés dans la France contemporaine, 1971-2003 ». En 2021, elle publie l'ouvrage intitulé La race tue deux fois, Une histoire des crimes racistes en France (1970-2000), dans lequel elle revient notamment sur la série d'agressions racistes de 1973 en France,,,,, et dont le texte permet, selon la recension qu'en fait Nicolas Sembel dans la Revue européenne des sciences sociales « la triple objectivation d’une trajectoire, d’un militantisme et d’un rapport à la sociologie, parfaitement servie par un style qui semble lui-même le fruit d’un long processus d’objectivation ». Rachida Brahim a notamment montré comment les affaires ont été « déracialisées », les préfets faisant remonter les « incidents impliquant des Nord-Africains » en insistant invariablement sur l’absence de caractère raciste, et comment la transmission intergénérationnelle du stigmate raciste a transformé l’étiquette « travailleur arabe » en « jeune de banlieue ».

## Ouvrages
- Rachida Brahim, La race tue deux fois : Une histoire des crimes racistes en france (1970-2000), Éditions Syllepse, 2021, 228 p. (ISBN 2849508446)